# Əsədli (Cəlilabad)
Əsədli è un comune dell'Azerbaigian situato nel distretto di Cəlilabad. Conta una popolazione di 937 abitanti.